# 自転車に乗る漱石 百年前のロンドン
『自転車に乗る漱石　百年前のロンドン』は英文学者、清水一嘉のエッセー集である。夏目漱石がロンドン滞在の一年目（1901年）に記した日記の記述を手がかりに、その背景にある当時のイギリスの出来事や社会風俗を解説するとともに、漱石の人物像やロンドン生活を描こうとするものである。24の章からなり、雑誌『英語教育』に連載されたものなどを加筆再構成したものである。2001年、朝日選書から出版された。

## 類書
- 『漱石と不愉快なロンドン』出口保夫（著）柏書房　2006年4月-ロンドン留学中の夏目漱石の生活についての研究書
- 『スコットランドの漱石』 多胡吉郎（著）文春新書 2006年4月-ISBN 4166603981

## 書誌情報
- 『自転車に乗る漱石　百年前のロンドン』 、清水一嘉(著)、朝日選書(2001/12)　ISBN 9784022597892